# سيارهي إغناتوفيتش
سيارهي إغناتوفيتش (بالروسية: Игнатович, Сергей Сергеевич)‏ هو لاعب كرة قدم بيلاروسي في مركز حراسة المرمى، ولد في 29 يونيو 1992 في موجيلوف في بيلاروس. شارك مع منتخب بيلاروسيا تحت 21 سنة لكرة القدم ومنتخب بيلاروس لكرة القدم. أما مع النوادي، فقد لعب مع دينامو برست ودينامو مينسك ونادي مينسك.

## وصلات خارجية
- سيارهي إغناتوفيتش على موقع الاتحاد الأوربي (الإنجليزية)
- سيارهي إغناتوفيتش على موقع قاعدة بيانات كرة القدم.إي يو (الإنجليزية)
- سيارهي إغناتوفيتش على موقع ناشيونال فوتبول تيمز (الإنجليزية)
- سيارهي إغناتوفيتش على موقع Soccerway.com (الإنجليزية)
- سيارهي إغناتوفيتش على موقع AS.com (الإسبانية)